# Louis Bousquet
Pour les articles homonymes, voir Bousquet.
Louis Bousquet, né le 8 juillet 1871 à Parignargues (Gard) et mort le 7 janvier 1941 dans ce même village, est un parolier, chansonnier et éditeur français.

## Biographie
Il est successivement employé aux chemins de fer, marchand de cycles à Paris et maire de Beauchamp (Val-d'Oise) de 1922 à 1925. Il est également le parolier de chansons en tous genres - surtout comiques - entre 1902 ou 1903 et le début des années 1930.

## Œuvres
- Les départements comiques, musique d'Aldolphe Gauvin et Georges Klotz
- Quand l'amour chante, musique de Charles Borel-Clerc, Dona, 1906
- Chante Populo, musique d'Henri Piccolini, 1907
- La Bouss-Bouss-Mé, musique de Charles Borel-Clerc, Esther Lekain, 1908
- Clématite (Polka japonaise !), musique de Charles Borel-Clerc, Mayol, 1909
- Les veines !, musique de Vincent Scotto, 1908
- L'amour au Chili, musique de Gustave Goublier, Mayol, 1909
- Fanfan-la-Fleur, musique de Charles Borel-Clerc, Bérard, 1909
- La rigolomanie, musique d'Henri Piccolini, Constantin le Rieur, 1909
- Le ptit ballon rouge, musique d'Henri Mailfait et Louis Izoird, Dalbret, 1912
- L'article 214, musique d'Henri Mailfait, Dranem, 1914
- Avec Bidasse, musique d'Henri Mailfait, Bach, 1914
- La Caissière du Grand Café, musique de Louis Izoird, Bach, 1914
- Quand Madelon[4], musique de Camille Robert, Bach, 1914
- Vive le pinard !, musique de Georges Piquet, Bach, 1916
- Choisis Lison, musique de Camille Robert, Bach, 1917
- La Rue de la manutention, musique de Louis Izoird et de Léon Raiter, Bach, 1919
- Suzon la blanchisseuse, musique de Louis Izoird, Polin, 1919
- Elle met des chaussinettes, musique d'Henri Mailfait, Ouvrard, 1925

## Adaptation
Il a adapté le chant patriotique américain Over There, de George M. Cohan.